# Bjørkevoll Station
Bjørkevoll Station (Bjørkevoll stoppested) er en tidligere jernbanestation på Sørlandsbanen, der ligger ved en mindre bebyggelse nord for søen Netlandsvatnet i Flekkefjord kommune i Norge.
Stationen åbnede som holdeplads 17. december 1943, efter at banen tidligere på året var blevet forlænget fra Kristiansand til Sira. I 1951 blev den gjort ubemandet, og i februar 1954 blev den nedgraderet til trinbræt. I dag har den status som krydsningsspor.